# Wittstock, Wittstock
Wittstock, Wittstock ist der letzte Dokumentarfilm aus dem Wittstock-Zyklus von Volker Koepp.

## Handlung
Auch der letzte Teil des Wittstock-Zyklus folgt dem Lebensweg von Edith, Elsbeth und Renate, den drei Frauen aus dem ehemaligen VEB Obertrikotagenbetrieb „Ernst Lück“ Wittstock/Dosse. Unter Einbeziehung von Rückblenden, die aus dem Filmmaterial der vorhergegangenen Teile chronologisch aneinandergereiht werden, wird die Entwicklung des OTB und der mit dem Werk verbundenen Mädchen und Frauen erzählt. Noch einmal ziehen die Jahre 1974 bis 1991 am Zuschauer vorbei, zeigen den Aufbau und den nach der Wende 1990 einsetzenden Niedergang des OTB und die damit verbundenen Veränderungen im Leben der Arbeiterinnen.
Der Film ist Edith, Elsbeth und Renate gewidmet und beginnt mit einer Einstellung, die sie nebeneinander stehend vor der Stadtmauer von Wittstock zeigt.
1993 hat der OTB in Wittstock aufgehört zu existieren. Alle Arbeiterinnen sind entlassen, die Maschinen versteigert und die großen Hallen stehen leer. Elsbeth geht einer geringfügig entlohnten Beschäftigung als Servicekraft in einer Kaufhalle nach. Renate, im OTB als Obermeisterin für 120 und als Abteilungsleiterin für 450 Arbeiterinnen zuständig, arbeitet jetzt als Zimmerfrau im Hotel Stadt Hamburg. Die Arbeitslosigkeit und die damit verbundenen Probleme sind ein zentrales Thema in vielen der geführten Gespräche.
1996 macht Elsbeth in einem Drogeriemarkt ein Praktikum zur beruflichen Qualifizierung als Verkäuferin. Nach Abschluss des Praktikums folgen Arbeitslosigkeit und weitere Qualifizierungen, ein oft endloser Kreislauf, in dem sich jetzt viele der Frauen aus dem ehemaligen OTB befinden.

„Und wie viele von ihnen haben jetzt einen neuen Arbeitsplatz? Keine. Keine Aussicht. Nichts. Wir sitzen hier, um Geld zu kriegen … Aber wir sind ein Jahr weiter wieder. Womit weiter? Wo wir ein bisschen Geld gekriegt haben und ein Jahr, wo wir nicht zu Hause gesessen haben.“

Das Filmteam besucht Edith in Neuenstadt am Kocher. Sie und ihr Mann werden bei ihrer neuen Arbeit gezeigt und es folgt ein längeres Gespräch mit den beiden über die Bedeutung von Heimat und den Sinn des Lebens.
Renate bekommt Besuch von ihrer Zwillingsschwester Karin aus Zwickau. Die beiden erzählen aus ihrem Leben seit der Geburt in Breslau, dem Wohnort der Familie bis zu ihrem 4. Lebensjahr.
Szenen am Ende des Films stellen die Kinder von Elsbeth und Renate in den Mittelpunkt. Ein Rundgang mit Renate und Elsbeth in den leergeräumten Hallen des OTB, in denen das Licht ausgeht und eine letzte Rückblende mit Elsbeth beschließen den Film.

## Produktion und Veröffentlichung
Der Film wurde durch die Kruschke Film- und Fernsehproduktion in Co-Produktion mit dem Bayerischen Rundfunk (BR), dem Ostdeutschen Rundfunk Brandenburg (ORB) und dem Sender Freies Berlin (SFB) in den Jahren 1996 bis 1997 produziert und am 21. Februar 1997 im Forum der Internationalen Filmfestspiele Berlin uraufgeführt.

## Kritik
„Mit ‚Wittstock, Wittstock‘ beendet Volker Koepp seine sich über mehr als 20 Jahre erstreckenden filmischen Beobachtungen vom Leben in der märkischen Kleinstadt Wittstock an der Dosse, und wie es sich in der neuen Bundesrepublik Deutschland wandelte. Noch einmal begegnet man den Textilarbeiterinnen des einstigen VEB Obertrikotagenbetriebes ‚Ernst Lück‘, die zwar inzwischen Arbeit und gesellschaftliche Anerkennung, nicht aber ihr Selbstwertgefühl und ihre Sicherheit verloren haben. Ein besinnlicher, anrührend poetischer Dokumentarfilm, der Lebensläufe in der Schwebe ohne jeden Anflug von Resignation einfängt.“